# Єзьори-Мале (Великопольське воєводство)
Єзьори-Мале (пол. Jeziory Małe) — село в Польщі, у гміні Занемишль Сьредського повіту Великопольського воєводства.
У 1975—1998 роках село належало до Познанського воєводства.